# Илија Башичевић Босиљ
Илија Башичевић Босиљ (Шид, 18. јул 1895 – Шид, 14. мај 1972) био је српски сликар. Босиљ је светски класик маргиналне уметности.

## Биографија
Школу је похађао са Савом Шумановићем, чија је одлука да се посвети сликарству значајно утицала на Босиља. Током Другог светског рата борави у Бечу, где је радио у фабрици авиона Месершмит. У Бечу се упознаје са делима Густава Климта.
Своје прве гвашеве и цртеже урадио је 1957, а од 1958. године почео је да слика уљаним бојама. За живота излагао је широм Западне Европе (Амстердам, Минхен, Милано, Дортмунд, Базел, Цирих, Париз, Рим, Ђенова), у Јапану (Токио, Осака) и Јужној Америци (Мексико Сити).
Године 2006. имао је самосталну изложбу у Њујорку у Галерији "Ст. Етјен", а отад је, 2007. и 2008. године, неколико пута излаган са великанима попут Пикаса, Шагала, Клеа, Кандинског и Шилеа. У јануару 2007. лондонски часопис Raw Vision уврстио га је у 50 класика светске Art Brut уметности. Године 2008. репродукција Илијине птице објављена је у Њујорк Тајмсу. Његове су слике ушле у познате колекције и музеје (Музеј Арт Брута у Лозани, Музеј Анатол Жаковски у Ници, Колекција Карла Понтија, Рокфелера, Макс Била, Музеја савремене уметности Војводине и др). Пре смрти велики део своје колекције оставио је Шиду, формирајући Музеј наивне уметности „Илијанум”.
Илијино дело представља енигму модерног српског сликарства због своје аутентичности и оригиналности репрезентујући модернистичку контроверзу уметности и живота.
Његово ауторство оспоравано је у познатој афери - „Афера Босиљ“.
Илија Босиљ је отац Димитрија Башичевића Мангелоса, историчара уметности и једног од најистакнутијих концептуалних уметника са простора бивше Југославије.

## Галерија
- Долазак космонаута на Месец, 1965.
МНМУ, Јагодина
- Мис Илијаде, 1969.
МНМУ, Јагодина
- Изложба „Илија Босиљ: тријумф уметности” у Галерији САНУ (2025).[1]